# Катанов, Василий Михайлович
Василий Михайлович Катанов (1930—2020) — русский советский писатель, прозаик, публицист и поэт. Член Союза писателей СССР (с 1966 года). Руководитель Орловской областной писательской организации (1973—1982). Заслуженный работник культуры РСФСР (1989).

## Биография
Родился 17 июля 1930 года в селе Фоминки, Орловского района Орловской области в крестьянской семье, пережил тяжёлое время войны, наравне с взрослыми трудился в колхозе. С детства был большим любителем книг: читать начал в 5 лет, сочинять – в 10 лет. Первое стихотворение десятиклассника Василия Катанова «Моя Родина» было опубликовано в районной газете «Путь Ильича» в 1949 году,.
С 1950 по 1955 год обучался на филологическом факультете Орловского государственного педагогического института (ныне – Орловский государственный университет имени И.С. Тургенева), который окончил с отличием. С 1955 по 1973 год работал сотрудником редакции орловских печатных изданий:молодёжной газеты «Орловский комсомолец» и главной областной газеты «Орловская правда».
С 1973 по 1982 год — ответственный секретарь Орловской областной писательской организации. Затем четыре года работы в орловском Дворце пионеров (1982 – 1986). С 1986 по 1990 год – редактор орловского отделения «Приокского книжного издательства».
Член Союза писателей СССР с 1966 года. Автор более 30 книг – сборники стихотворений (в т.ч. для детей), поэм, краеведческих очерков, книги исторической прозы. Сборник «Русская душа» (1995) содержит поэтические переложения «Велесовой книги», «Слова о Законе и Благодати», «Слова о полку Игореве», «Задонщины». Исторический роман «Сабуровская крепость» (1996) посвящён русскому полководцу графу Н. М. Каменскому. В книгу «Души моей предел желанный» (2014) вошли крупные поэмы об Иисусе Христе, Александре Пушкине, Михаиле Ломоносове и Максиме Горьком. В сборниках писателя есть поэмы о Николае Лескове, Иване Тургеневе, Афанасии Фете  и других писателях-орловцах.
Стихи и очерки Василия Катанова включены в хрестоматию для школ и вузов «Писатели Орловского края. XX век» (2001), публицистические работы, детские стихи и рассказы – в четырёхтомное собрание избранных произведений современных орловских писателей (2015). Его книги используются при изучении истории родного края на уроках краеведения в орловских школах. На его детские стихи орловскими композиторами написано множество песен, охотно включаемых в репертуар ведущими детскими музыкальными коллективами Орловщины.
Произведения писателя издавались в таких издательствах как: «Современник», «Малыш», «Приокское книжное издательство», «Вешние воды» и печатались в различных газетах и журналах: «Советская Россия», «Наш современник», «Литературная Россия», «Нева», «Октябрь», «Смена».
Благодаря усилиям и настойчивости В. М. Катанова была переиздана уникальная книга Г. М. Пясецкого «Исторические очерки города Орла» – она вышла в 1993 году под названием «Забытая история Орла». При  активном соавторстве Василия Катанова подготовлена фундаментальная книга-альбом «Земля Орловская» (1995), он принимал участие в составлении биобиблиографического словаря «Писатели Орловского края. XX век» (1981), стал одним из инициаторов проведения на Орловщине ежегодных Фетовского праздника и дней памяти Елены Благининой,.
Большой знаток истории и литературы, В. М. Катанов долгое время возглавлял областное общество краеведов, был одним из самых популярных и уважаемых просветителей Орловской области, живым символом литературной Орловщины, её культуры и истории.
Преданность делу и большое трудолюбие, сохраняемые писателем до конца своей жизни, справедливо заслужили широкое признание и уважение не только на Орловщине, но и во всей читающей России. Деятельность В.М. Катанова отмечена государственными и ведомственными наградами и премиями, его имя занесено в Книгу Почёта города Орла.
Скончался 23 ноября 2020 года на 91-м году жизни. Похоронен в Орле на Троицком кладбище.

## Отзывы
В 2009 году в своём выступлении на XIII съезде Союза писателей России председатель правления В.Н. Ганичев, говоря о литературных очагах России, отметил орловца В.М. Катанова, как «известного исторического писателя, собирателя народного духа, исследователя прошлого».

Орловский писатель и краевед, доктор филологических наук Алексей Кондратенко так характеризует Василия Катанова и его работу:
«Он, как мост, над бурным временем, связующее звено между прошлым и будущим. Катанов был знаком с Дмитрием Блынским, Владимиром Мильчаковым, Анатолием Яновским. Василий Михайлович – один из основоположников орловского краеведения. Хочется, чтобы его книги продолжали читать, чтобы современное краеведение развивалось на столь же высоком уровне, какой был задан Катановым и его современникам»
Поэт, директор Орловского Дома литераторов Андрей Фролов, говоря о Василии Катанове как о целой эпохе в современной орловской литературе, отмечает:
«О Василии Михайловиче можно долго говорить как о заслуженном писателе – кавалере многих государственных наград и званий, на книгах которого воспитаны несколько поколений орловцев, но можно говорить и как о простом русском человеке, крестьянском сыне, с детских лет познавшем всю тяжесть благородного труда на земле. Может быть, оттуда, от земли, и вся его любовь к читателю, без которой никак не может быть ответной читательской любви. Скажу откровенно, я счастлив, что судьба свела меня с этим добрым и светлым человеком, у которого невольно учишься тихо радоваться жизни»

## Награды
- Медаль «За доблестный труд. В ознаменование 100-летия со дня рождения Владимира Ильича Ленина» (1970)
- Орден Дружбы (2001)[7]
- Юбилейная медаль «65 лет Победы в Великой Отечественной войне 1941 – 1945 гг.» (2010)[8]
- Орден Почёта (30 ноября 2011) - за большие заслуги в развитии отечественной культуры и искусства, многолетнюю плодотворную деятельность[9]
- Юбилейная медаль «70 лет Победы в Великой Отечественной войне 1941 – 1945 гг.» (2015)[10]
- Юбилейная медаль «75 лет Победы в Великой Отечественной войне 1941 – 1945 гг.» (2020)[11]

Также награждён:
- значком Министерства культуры СССР и ЦК Профсоюза работников культуры «Отличник культурного шефства над селом» (1985)
- нагрудным знаком Центрального совета Всероссийского общества охраны памятников истории и культуры «За активное работу в обществе» (1991)
- Почётной грамотой Администрации города Орла (1993, 2010)
- Почётной грамотой Администрации Орловской области (1995)
- нагрудным знаком Народно-патриотического Союза России «В ознаменование 200-летия со дня рождения А.С. Пушкина» (1999)
- памятной медалью Российской муниципальной академии «К 100-летию М.А. Шолохова. За гуманизм и служение России» (2004)
- Почётной грамотой Губернатора Орловской области (2005, 2010, 2012, 2015, 2020)
- Почётной грамотой Союза писателей России (2005, 2010)
- юбилейным знаком «70 лет Орловской области» (2007)
- медалью Центрального совета Всероссийского общества охраны памятников истории и культуры «За заслуги в сохранении наследия Отечества» (2010)
- Почётной грамотой Орловского городского Совета народных депутатов (2010, 2015, 2020)
- Почётной грамотой Орловского областного Совета народных депутатов (2010, 2015, 2020)
- юбилейным знаком «450 лет городу Орлу» (2016)
- юбилейным знаком «80 лет Орловской области» (2017)
- памятной медалью «200-летие И.С. Тургенева» (2018)
- медалью «75 лет освобождения Орловской области от немецко-фашистских захватчиков» (2018)

Неоднократно награждался почётными грамотами и благодарностями Всероссийского общества охраны памятников истории и культуры, Всероссийского общества «Знание», обкомов КПСС, ВЛКСМ и профсоюзов, областных департамента и управления культуры.

### Звания
- Почётное звание «Заслуженный работник культуры РСФСР» (1989)[12]
- Имя В.М. Катанова занесено в Книгу Почёта города Орла (2005)[2]

### Премии
- Всероссийская литературная премия им. Н.М. Карамзина «Отечествоведение» (1994)[13]
- Всероссийская литературная премия «Вешние воды» (2002)[14]
- Всероссийская литературная премия им. А.А. Фета (2010)[15]